# مايك إدواردز (موسيقي)
مايك إدواردز (بالإنجليزية: Mike Edwards)‏ هو عازف كمان الساق ‏ وموسيقي بريطاني، ولد في 31 مايو 1948 في لندن في المملكة المتحدة، وتوفي في 3 سبتمبر 2010 في ديفون في المملكة المتحدة بسبب حادث مرور.

## وصلات خارجية
- الموقع الرسمي
- مايك إدواردز على موقع ميوزك برينز (الإنجليزية)
- مايك إدواردز على موقع ديسكوغز (الإنجليزية)